# Kóki Mizuno
Kóki Mizuno (* 6. září 1985) je japonský fotbalista.

## Reprezentační kariéra
Kóki Mizuno odehrál 4 reprezentační utkání. S japonskou reprezentací se zúčastnil Mistrovství Asie ve fotbale 2007.

## Statistiky
| Japonsko | Japonsko | Japonsko |
| Roky     | Záp.     | Góly     |
| -------- | -------- | -------- |
| 2007     | 4        | 0        |
| Celkem   | 4        | 0        |